# Јазвине (Радобој)
Јазвине су насељено место у саставу општине Радобој у Крапинско-загорској жупанији, Хрватска. До територијалне реорганизације у Хрватској налазиле су се у саставу старе општине Крапина.

## Становништво
На попису становништва 2011. године, Јазвине су имале 382 становника.

## Попис1991.
На попису становништва 1991. године, насељено место Јазвине је имало 345 становника, следећег националног састава:
| Попис 1991.‍  | Попис 1991.‍  | Попис 1991.‍ | Попис 1991.‍ | Попис 1991.‍ |
| ------------ | ------------ | ----------- | ----------- | ----------- |
|              |              |             |             |             |
| Хрвати       | Хрвати       |             | 342         | 99,13%      |
| неопредељени | неопредељени |             | 3           | 0,86%       |
| укупно: 345  |              |             |             |             |